# ディアデクテス
ディアデクテス (Diadectes) は、古生代ペルム紀前期アーティンスキアンからクングーリアンの北アメリカに生息していた四肢動物である。属名は「上下に噛み合わす」の意。

## 分類
ディアデクテス形類の代表的な属。ディアデクテス形類は、両生類と有羊膜類（爬虫類、単弓類など）との中間的な形態をもった動物であり、かつては最も原始的な爬虫類である杯竜類の一つとされていた。現在は、頭骨の特徴などから両生類に分類されているが、これはあくまで便宜的なものに過ぎない。また、単弓類とつながりがあるのではないかとする説もある。
ディアデクテス属の種としては、D. absitus・D. maximus・D. tenuitectus・D. molaris などが報告されている。

## 形態
全長2-3mと、比較的大型の動物であった。骨格は頑丈で、胴体及び四肢は有羊膜類的な特徴を持つ、非常に陸生に適応した動物だった。しかし、頭骨は耳切痕を持つなど、両生類的な形態を色濃くとどめたものであった。この特徴は、シームリアなどが持つ祖先的なものと同じであるのか、あるいは一旦それが消失した後、新たに獲得した二次的な形態であるのかは議論の別れる所である。

### 頭骨・歯列
頭骨長は約20cm。方形骨（哺乳類では耳小骨の一つ、砧骨となる）が前方へ寄り、その後方に耳切痕が形成されている。また、それにつれ、顎骨及び歯列が前後方向に短くなっている。八本の切歯は釘状となっていた。また、臼歯は横方向に幅が広く、上下に噛み合う構造となっていた。こ臼歯の形態が学名の元である。これらの歯列は、植物を摘み取り、すり潰すのに適していた。鼻道と口腔は二次口蓋によって仕切られており、物を咀嚼しながら呼吸することができた。

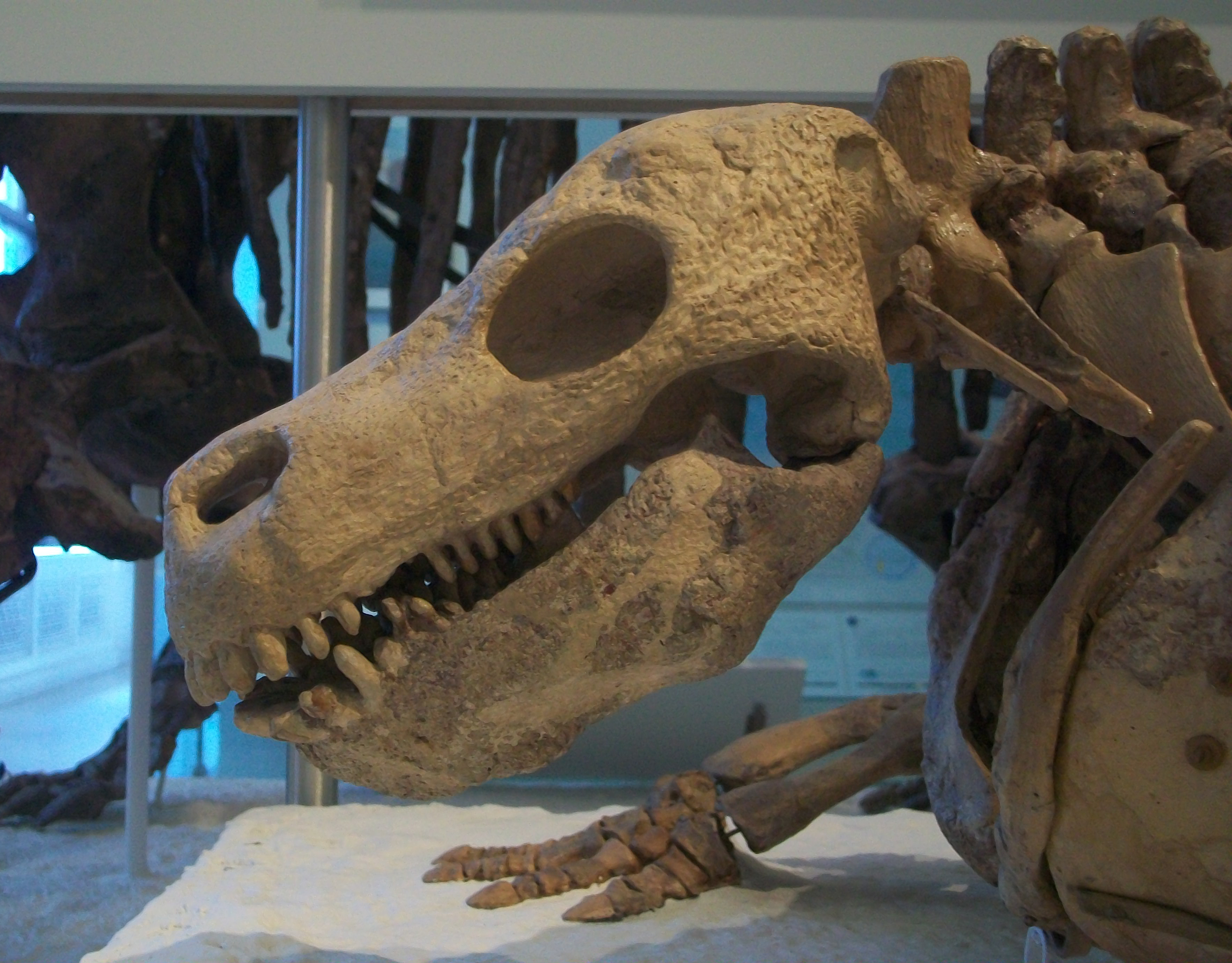
頭部骨格。
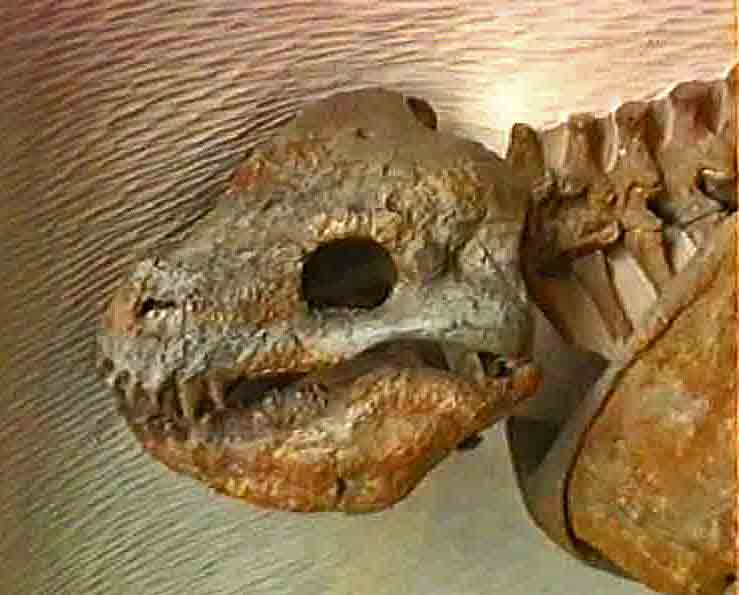
頭部骨格。ハーバード自然史博物館蔵。

### 胴体・四肢
胴体は樽型で、背骨と肋骨はがっしりとしていた。また肢帯も協力で、短く頑丈な四肢を持つ。太い胴体には長い消化管が収められ、破砕した植物を発酵させて消化吸収していたものと思われる。

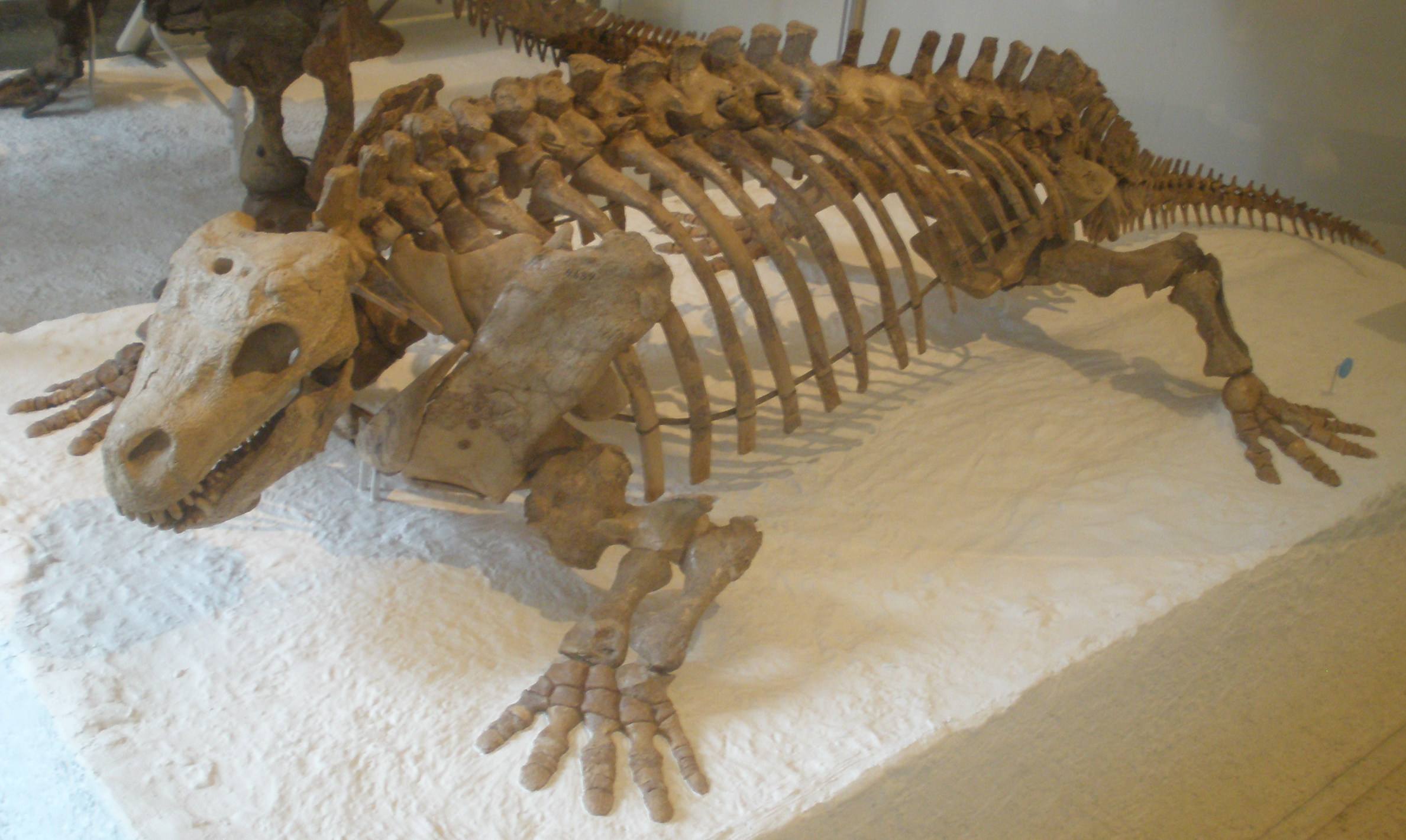
全身骨格。アメリカ自然史博物館蔵。
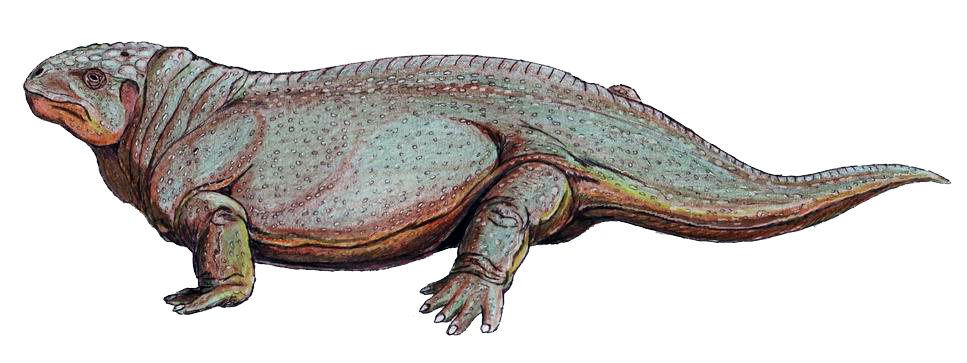
Diadectes phaseolinus
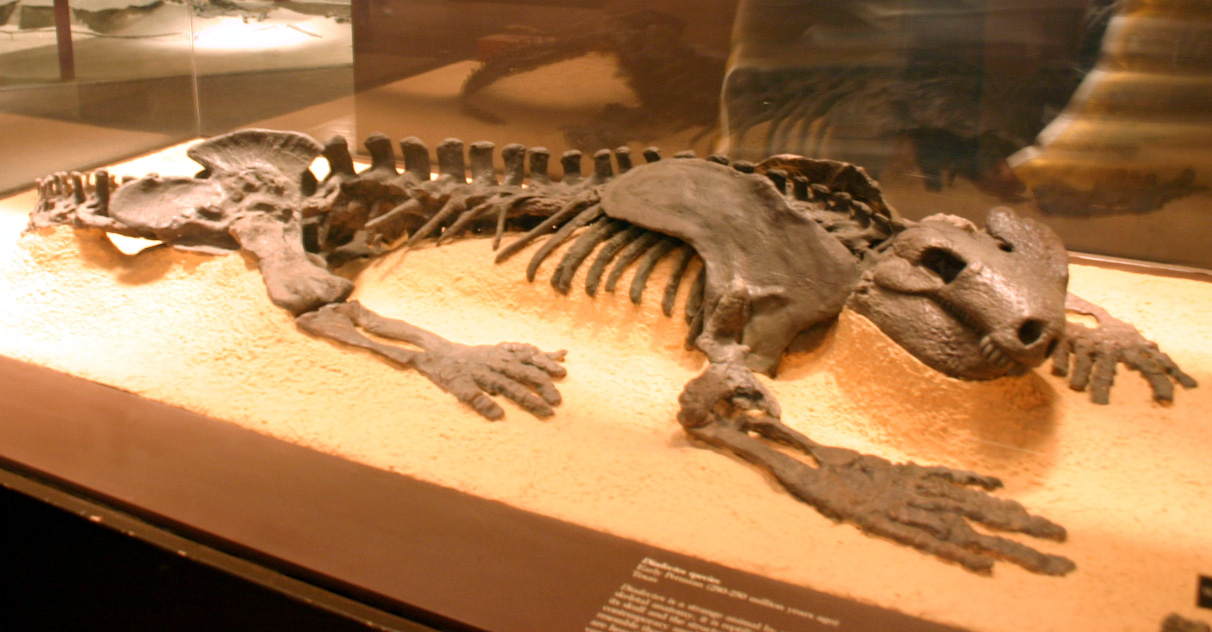
全身骨格

## 生態
現在知られている四肢動物中、最古の草食動物の一つとされる。植物食の脊椎動物は、腸内細菌に頼らなければ、セルロースなどを分解出来ない。そのため、ディアデクテスは必要な腸内細菌を感染させるため、爬虫類のような殻つきの卵を産んで地上で孵化し、親が子供に餌を与えていたのではないかとも言われている（もっとも現生の植物食のトカゲ類のように、子供は親から餌をもらわず、成体の糞を食べることで腸内細菌を得ていた可能性もある）。